# Диордиев, Евгений Яковлевич
Евгений Яковлевич Диордиев (1912—1985) — советский, казахстанский  актёр театра и кино, театральный режиссёр, педагог. Народный артист СССР (1970).

## Биография
Евгений Диордиев родился 7 (20) октября 1912 года (по другим источникам — 19 октября) в Одессе (ныне в Украине).
Окончил театральную студию при Одесском драматическом театре им. А. Иванова (педагоги Я. А. Варшавский, В. С. Смышляев) и начал в этом театре сценическую деятельность (1930—1935). В 1935—1937 годах — актёр Тираспольского театра драмы и комедии, в 1937—1940 — Свердловского театра драмы и областных театров Свердловской области.
С 1946 года — актёр и режиссёр Алма-Атинского русского театра драмы им. М. Лермонтова. Сыграл более 100 ролей.
Творчество отличают мастерство перевоплощения, склонность к характерным ролям, яркая комедийность, глубокое психологическое раскрытие драматических образов.
В 1940-х годах начал работать и как режиссёр, занимался педагогической деятельностью. 
С конца 1950-х годов снимался в кино.
Скончался 10 апреля 1985 года (по другим источникам — 20 апреля) в Алма-Ате. Похоронен на Центральном кладбище (на Ташкентской улице).

## Звания и награды
- Государственная премия Казахской ССР (1982)

- Орден Дружбы народов (1982)

- Народный артист СССР (1970)

- Орден Ленина (3 января 1959) — за выдающиеся заслуги в развитии казахского искусства и литературы и в связи с декадой казахского искусства и литературы в гор. Москве

- Народный артист Казахской ССР (1958)

## Творчество

### Роли в театре
- 1946 — «Дядя Ваня» М. Горького — Астров
- 1947 — «Русский вопрос» К. Симонова — Гарри Смит
- 1951 — «Любовь Яровая» К. Тренёва — Швандя
- 1953 — «Ревизор» Н. Гоголя — Городничий
- 1955 — «Крылья» А. Корнейчука — Ромодан
- 1956 — «Дети солнца» М. Горького — Протасов
- 1959 — «Безотцовщина» А. Чехова — Платонов
- 1959 — «Филумена Мартурано» Э. де Филиппо — Доменико
- 1960 — «Оптимистическая трагедия» В. Вишневского — Вожак
- «Коварство и любовь» Ф. Шиллера — Фердинанд
- «Разлом» Б. Лавренёва — Годун
- «Бесприданница» А. Островского — Паратов
- «Король Лир» У. Шекспира — Лир
- «Егор Булычов и другие» М. Горького — Егор Булычов
- «Абай» М. Ауэзова и Л. Соболева — Ерден
- «Заговор императрицы» А. Толстого — Распутин
- «Село Степанчиково и его обитатели» по Ф. Достоевскому — Фома Опискин
- «Ханума» А. Цагарели — князь Пантиашвили
- «Победители» Б. Чирскова — генерал Кривенко
- «Пять романсов в старом доме» В. Арро

### Постановки
- 1957 — «На золотом дне» Д. Мамина-Сибиряка
- 1958 — «Фальшивая монета» М. Горького
- 1959 — «Филумена Мартурано» Э. де Филиппо
- 1960 — «Оптимистическая трагедия» В. Вишневского
- 1966 — «Совесть» Д. Павловой
- «Конец Горькой линии» по И. Шухову.

### Фильмография
- 1954 — Дочь степей — эпизод
- 1957 — Наш милый доктор — Спиридон Степанович Филькин
- 1958 — Мы из Семиречья — эпизод
- 1960 — В одном районе — Крылов Александр Михайлович
- 1962 — Перекрёсток — заведующий горздравом
- 1967 — Снег среди лета — Афанасий
- 1968 — Ангел в тюбетейке — немец
- 1974 — Курмангазы